# کامپودولچینو
کامپودولچینو (به ایتالیایی: Campodolcino) یک کومونه در ایتالیا است که در استان سوندریو واقع شده‌است.

## خصوصیات
کامپودولچینو ۴۸٫۳ کیلومترمربع مساحت و ۱٬۰۷۷ نفر جمعیت دارد و ۱٬۰۷۱ متر بالاتر از سطح دریا واقع شده‌است.